# Jättekoua
Jättekoua (Coua gigas) är en fågel i familjen gökar inom ordningen gökfåglar.

## Utseende och läte
Jättekouan är en mycket stor fågel med långa ben och lång stjärt. Den är roströd på buken och i ansiktet syns bar hud i blått och rosa. Fågeln är mycket lik sakalavakouan, men är mycket större och utmärker sig genom skär bar hud i ansiktet. Vanligaste lätet är ett ljudligt "kwaaa" följt av ett antal lägre "ku". 

## Utbredning och systematik
Fågeln återfinns i skog och savann i västra och södra Madagaskar. Den behandlas som monotypisk, det vill säga att den inte delas in i några underarter.

## Levnadssätt
Jättekouan hittas i torra lövskogar, galleriskog och spikskog på låg till medelhög höjd. Den ses vanligen promenera på marken, men kan också ta sig upp till tätvuxna platser i trädtaket eller skogens mellersta skikt, framför allt när den ropar. Arten är ibland skygg, men ofta tamare än övriga arter i släktet.

## Status och hot
Arten har ett stort utbredningsområde, men tros minska i antal, dock inte tillräckligt kraftigt för att den ska betraktas som hotad. Internationella naturvårdsunionen IUCN listar arten som livskraftig (LC).